# یورگن هویزر
یورگن هویزر (آلمانی: Jürgen Heuser؛ زادهٔ ۱۳ مارس ۱۹۵۳) وزنه‌بردار اهل آلمان است.